# Nicolás Avellaneda
Nicolás Remigio Aurelio Avellaneda (San Miguel de Tucumán, 3 de octubre de 1837 - alta mar, 25 de noviembre de 1885) fue un abogado, periodista, político y estadista argentino; ministro de Justicia e Instrucción Pública de Argentina entre 1868 y 1873, senador nacional por la Provincia de Tucumán. En 1874 resultó electo presidente de la Nación por el Partido Autonomista Nacional, del que fue fundador ese año, fuerza política que se mantendría 42 años en el poder sin ninguna alternancia. En 1883 fue nuevamente senador nacional por su provincia natal, hasta su fallecimiento.

## Primeros años
Nicolás Avellaneda nació en San Miguel de Tucumán el 3 de octubre de 1837 en el seno de una familia tradicional tucumana. Era hijo de Marco Avellaneda, gobernador de Tucumán entre mayo y octubre de 1841 y conocido como el "Mártir de Metán" por haber sido líder de la alianza antirrosista Coalición del Norte y que, luego de la derrota de la misma, fue degollado por orden del coronel Mariano Maza en octubre de 1841, y de Dolores Silva, hija del también gobernador tucumano José Manuel Silva.
Tras el brutal asesinato de su padre, su madre Dolores huyó a caballo de la provincia junto a él y a sus hermanos (entre ellos Marco Aurelio Avellaneda) rumbo al exilio en Bolivia, en compañía de sus suegros. Durante el largo viaje hacia Bolivia, la familia Avellaneda debió soportar duras jornadas en las sendas de montaña. Dolores se mantuvo durante todo el viaje desconsolada por la muerte de su marido y aquejada por una enfermedad que la había dejado completamente débil. Y como si algo faltara, debió afrontar una nueva tragedia cuando su pequeña hija Isabel murió durante el viaje. Llegados a tierra boliviana, resolvieron quedarse en la ciudad de Tupiza.
En 1850, se trasladó a Córdoba, donde fue alumno del Colegio Nuestra Señora de Monserrat y de la antigua Universidad de San Carlos; allí cursó la carrera de Derecho que completaría más tarde en la Universidad de Buenos Aires. De regreso a su provincia fundó el periódico el Eco del Norte y a fines de 1857 se trasladó a Buenos Aires. A poco de llegar comenzó a trabajar como periodista en El Nacional y a colaborar con El Comercio del Plata, fundado en Montevideo por Florencio Varela durante la época de Juan Manuel de Rosas.
En Buenos Aires pudo completar sus estudios de derecho e iniciarse en el ejercicio de su profesión. Conoció a Sarmiento, con quien mantuvo una estrecha amistad. El sanjuanino lo ayudó a acceder a la cátedra universitaria como destacado profesor de Economía Política en la Facultad de Derecho de la Universidad de Buenos Aires, desde donde iniciará su carrera política. En 1865 publicó una de sus obras más importantes: Estudio sobre las leyes de tierras públicas, donde examina la legislación argentina al respecto y propone, basándose en el ejemplo estadounidense, la entrega de propiedades a los verdaderos productores, abreviando trámites y eliminando obstáculos. Plantea que la distribución de la tierra garantiza el asentamiento de población estable y contribuye al aumento del caudal demográfico. "La propiedad territorial fácil y barata –decía en el Estudio– debe ser la enseña de leyes venideras, para vencer en su nombre y con su obra el desierto, cambiando el aspecto bárbaro de nuestras campañas".
En 1862, con 25 años, fue electo diputado a la Legislatura de Buenos Aires y para 1866 debió abandonar la banca para ocupar el cargo de ministro de Gobierno de la Provincia, durante la gobernación de Adolfo Alsina, cuando todavía no había cumplido 29 años.

## Ministro de Justicia e Instrucción Pública
Al asumir Domingo Faustino Sarmiento como presidente de la Nación Argentina nombró a Nicolás Avellaneda como ministro de Justicia e Instrucción Pública, cargo que desempeñó con gran destreza, entre el 12 de octubre de 1868 hasta el 23 de noviembre de 1874.
Avellaneda participó de las ideas sarmientinas respecto de la educación popular, al que consideró el verdadero basamento para el afianzamiento de la democracia de los pueblos.
Durante su ministerio se fundaron las primeras escuelas normales para la formación de maestros de Argentina y se reorganizó también el sistema de enseñanza primaria y obligatoria.
Sarmiento debió encargarse de graves problemas socioeconómicos que le atendían gran parte de su tiempo, por lo que decidió delegar su proyecto de renovación educacional a su flamante ministro, Nicolás Avellaneda. Su coincidencia en los pilares de la nueva educación que se buscaba permitió a Sarmiento delegar todas las decisiones a Avellaneda. Tanto es así, que fue el ministro quien impulsó la creación de escuelas normales en todas las provincias de la República, la renovación de los programas primarios, secundarios y universitarios. Impulsó la escuela secundaria, que por aquel entonces solo se podía obtener en Buenos Aires, Córdoba y Concepción del Uruguay, con el fin de extenderla a todos los pagos de la República.
Durante su gestión como ministro, se agregaron 800 escuelas a las 1000 ya existentes antes de 1868. La cantidad de alumnos pasó de 30 000 a 100 000 chicos en todo el país.
En 1873 comienza a planear su candidatura presidencial. Con el apoyo de Sarmiento, Alsina y Roca, lanza oficialmente su candidatura en Córdoba, donde recibe un amplio apoyo. El único que podría darle pelea en las urnas al tucumano era el expresidente, Bartolomé Mitre. Pero a diferencia del tucumano, Mitre no contaba con el apoyo del interior del país.
Sabiendo que el día a día de la campaña iba a interferir y casi imposibilitar su labor como ministro, presentó su renuncia al presidente Sarmiento, quien únicamente la aceptó reconociendo que era por el bien general del país. Sarmiento veía a Avellaneda como su sucesor natural y apoyó su candidatura durante toda la campaña.

## Presidencia de Avellaneda
El 14 de abril de 1874, en medio de una gran tensión política, se realizaron elecciones presidenciales. Nicolás Avellaneda se impuso sobre Bartolomé Mitre, quien sólo triunfó en Buenos Aires, Santiago del Estero y San Juan.
Avellaneda fue el tercer y último mandatario del período de las presidencias históricas argentinas. Como presidente compartió con sus antecesores un mismo proyecto de país que resultó fundacional para el estado argentino y que se basó en tres metas: “nación, constitución y libertad”. La nación entendida como la entidad superior que unificó a todas y cada una de las provincias en un estado común. La constitución como un catálogo de derechos que regulan las relaciones de las personas y limita a los tres poderes de estado. La libertad como principio básico del liberalismo.
Fue el primer presidente civil, no pertenecía a ninguna de las fuerzas armadas. Como le dice Sarmiento al entregarle la banda presidencial: "Es usted el primer presidente que no sabe usar una pistola".
Políticamente opuesto a las aspiraciones autonomistas de la provincia de Buenos Aires, asumió la presidencia el 12 de octubre de 1874, a la edad de 37 años.

### La economía y la crisis
El permanente déficit presupuestario y la urgencia de afrontar el pago de las deudas públicas, adquiridas principalmente durante la guerra de la Triple Alianza, fue la causa de la sanción durante la presidencia de Avellaneda, a principios de 1875, de una Ley de Aduanas que aumentaba un 40% los derechos de importación de productos industriales. A fines de 1875 se hizo evidente, causada por los desmanejos financieros del gobierno y por la baja de los precios de las materias primas en el mercado mundial. El Banco Nacional fue utilizado para solventar parte de las necesidades de fondos del gobierno nacional, pero para ello debió acudir, a su vez, a un crédito tomado al Banco de la Provincia de Buenos Aires.
Finalmente, tras buscar infructuosamente otras salidas, el presidente se decidió a una reducción masiva del gasto público, despidiendo 6000 empleados públicos y bajando los sueldos en un 15 %. En un discurso muy conocido, afirmó que

Hay dos millones de argentinos que economizarán hasta sobre su hambre y su sed, para responder en una situación suprema a los compromisos de nuestra fe pública en los mercados extranjeros.

No todos estaban de acuerdo con esa solución; existía una fracción del autonomismo –en que sobresalían Dardo Rocha, Miguel Cané, Carlos Pellegrini y Vicente Fidel López– que durante sucesivas discusiones parlamentarias a lo largo del año 1875 propusieron alguna forma de proteccionismo para promover la industrialización, para que el país dejara de depender de las exportaciones de productos primarios y las importaciones de productos industriales. Tras un período durante el cual tuvieron alguna acogida en la prensa, sus propuestas terminarían por ser dejadas de lado ante la progresiva solución de la crisis. Solución que sólo en parte se debió a la austeridad gubernamental: fue el aumento del precio de la lana el que revirtió el déficit comercial.
Apenas tuvo en claro que se estaba saliendo de la crisis, el presidente propuso una Ley de Inmigración y Colonización –la Ley Avellaneda– que promovía activamente un ingreso de personas que hasta entonces era un proceso caótico. Por la misma, se garantizaba a los inmigrantes el alojamiento en el puerto de llegada y en el punto del interior en que decidieran radicarse, y se les facilitaba conseguir su primer trabajo. Se produjo un nuevo aumento del número de inmigrantes, que se instalaron en las colonias agrícolas de Santa Fe, Entre Ríos y Córdoba –e incluso unas pocas en Buenos Aires– en mayor proporción que hasta entonces.
En 1875 se inauguró la primera Exposición Rural de Buenos Aires, organizada por la Sociedad Rural Argentina, que ha sido continuada anualmente hasta la actualidad.
Avellaneda fue el más claro realizador de las ideas del fomento de la inmigración, en especial la europea, que la Constitución de 1853, definió en su famosa "cláusula del progreso". Compartía ese mismo ideario con el politólogo Juan Bautista Alberdi, sostenedor de la frase En América gobernar es poblar y también con su antecesor en el cargo del Poder Ejecutivo Nacional, el expresidente Sarmiento.
En diciembre de 1876 llegó al país el primer barco frigorífico, Le Frigorifique, equipado con dos cámaras que mantenían una temperatura de 0 grados centígrados. Esto modificaba notablemente el panorama de las exportaciones argentinas e incrementaba el valor del ganado y permitió llevar a cabo el primer embarque de carne congelada hacia Europa, y al año siguiente las primeras exportaciones de cereales. Estas actividades irían creciendo gradualmente hasta convertirse en los dos renglones más importantes de las exportaciones argentinas a partir de la década de 1890.
Como consecuencia –y también como condición necesaria– de esa expansión agrícola, la extensión de la red ferroviaria tuvo un gran impulso durante el gobierno de Avellaneda, llegándose a los 2516 kilómetros al final de su mandato, lo que equivale a un aumento del 89 % en seis años. El propio presidente inauguró el ramal del ferrocarril transandino hasta San Miguel de Tucumán –iniciado durante la presidencia de Sarmiento– y se extendieron los dos ferrocarriles de la provincia de Buenos Aires: el Oeste y el Sur. También se extendió el ramal que debía ir hacia Chile, llegando hasta Villa Mercedes, en San Luis.

### La conciliación de los partidos

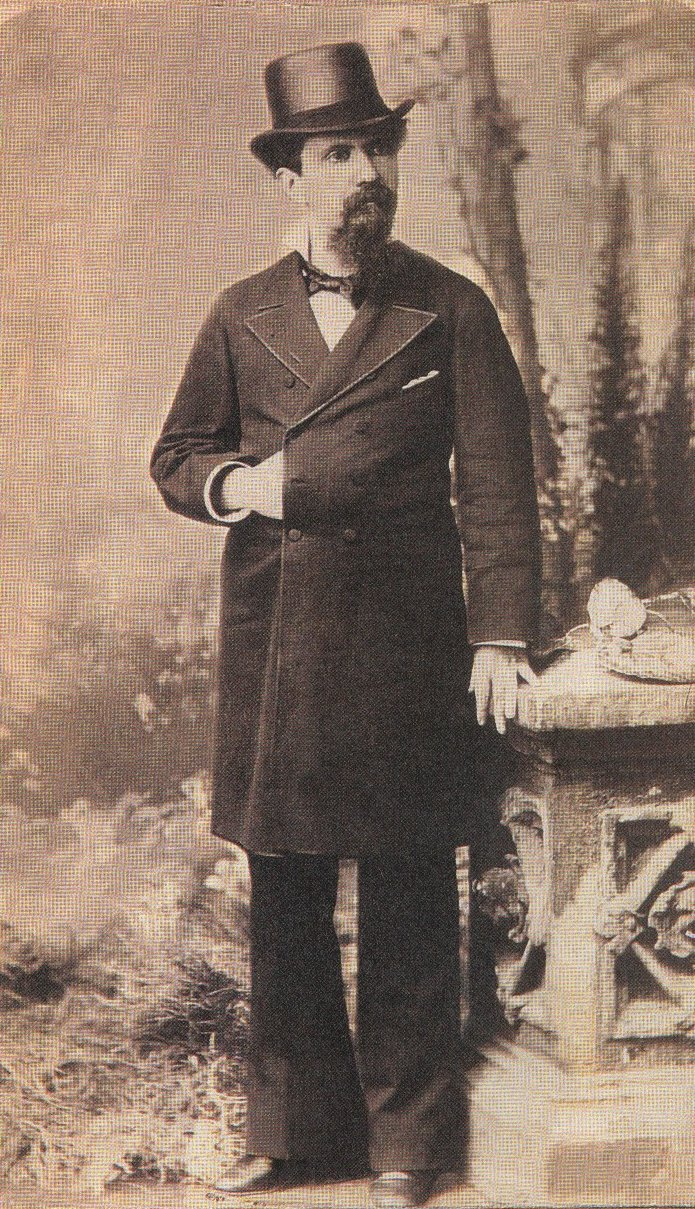
Nicolás Avellaneda.

Al asumir la presidencia de la Argentina, Avellaneda había nombrado un gabinete ministerial formado por cuatro provincianos y un porteño, Adolfo Alsina, que ejercía como ministro de Guerra.
En 1875, una turba de anticlericales y masones saqueó e incendió la iglesia del Salvador, de los padres jesuitas. Era una manifestación violenta del crecimiento del anticlericalismo en las clases sociales más altas, en parte provocada por el conocido catolicismo del presidente.
También a principio de ese año se produjeron las elecciones de gobernador en Buenos Aires, en las que el mitrismo se negó a participar; en cambio se enfrentaron dos sectores del autonomismo: uno, sostenido por el presidente, llevó como candidato a Carlos Casares, un estanciero propenso a acercar posiciones con el mitrismo, que derrotó al sector más radicalizado, en que figuraban Dardo Rocha, Aristóbulo del Valle y Leandro N. Alem.
Ante la perspectiva de un enfrentamiento permanente con el mitrismo, Avellaneda prefirió pactar con él. Amnistió a los jefes militares de la revolución del 74, incluyó nombres de ese partido en las listas autonomistas para las elecciones de diputados, y en los sucesivos recambios de ministros prefirió nombrar a los amigos de Mitre. Uno de éstos, Saturnino Laspiur, fue nombrado ministro del Interior. En las elecciones porteñas de 1878, la lista de la Conciliación llevó a la gobernación a un autonomista muy cercano al mitrismo, Carlos Tejedor.
Sin embargo, la muerte del ministro Alsina en enero de 1878 inició el distanciamiento de ambos partidos. La intervención del presidente a favor del gobernador riojano —a mediados de ese año— causó la renuncia de Laspiur, junto al cual se retiraron los demás mitristas. Buscando ampliar sus apoyos, el presidente acudió a Sarmiento, quien fue sucesivamente ministro del Interior y de Relaciones Exteriores, pero finalmente se decidió a apoyarse exclusivamente en su partido y en la Liga de Gobernadores; esta pasó a llamarse oficialmente Partido Autonomista Nacional. Por su parte, Mitre anunció la creación oficial del Partido Nacionalista. El general Gainza y el gobernador Tejedor se incorporaron al Partido Nacionalista.

### La Campaña del Desierto
En 1867 se había promulgado la Ley 215, que ordenaba al gobierno nacional llevar las fronteras al Río Negro; no pudo tener aplicación debido a la guerra del Paraguay.
La ofensiva contra los indígenas debió esperar hasta el año 1872; ante las señales de que se planeaban ataques contra sus tolderías, el cacique mayor Calfucurá ordenó el malón más grande de la historia, que –en marzo de ese año– atacó y saqueó gran parte del centro de la provincia de Buenos Aires. Una rápida reacción del general Rivas con apoyo de indios ranqueles le permitió una completa victoria en la batalla de San Carlos.
A partir de entonces, favorecido el gobierno nacional por la muerte de Calfucurá, se inició una serie de avances en la frontera, especialmente en el oeste de Buenos Aires. A principio de 1876, los caciques Juan José Catriel y Manuel Namuncurá –hijo y sucesor de Calfucurá— lanzaron otro gran malón sobre el sur de la Provincia de Buenos Aires.
El ministro Alsina lanzó entonces una agresiva campaña para ocupar el oeste de la provincia: a lo largo de 1876 avanzó con cinco columnas paralelas sobre los principales asentamientos de avanzada de los indígenas, ocupándolos. Para evitar nuevas incursiones, ordenó la construcción de la llamada Zanja de Alsina: una línea de fortines unidos por una zanja de 3,50 metros de ancho por 2,60 metros de profundidad, que sirvió como límite para los territorios sin conquistar de 374 km entre Italó –en el sur de Córdoba– y Nueva Roma, a corta distancia de Bahía Blanca.
Sin darse cuenta, al tomar las lagunas del oeste, Alsina destruyó las bases de la prosperidad de los indígenas, ya que las lagunas ocupadas eran utilizadas para mantener alimentados a sus caballos y para engordar los animales arreados por los malones; por otro lado, en esos años la población indígena fue atacada por una epidemia de viruela que costó la vida a miles de ellos.
Tras la muerte de Alsina, Avellaneda nombró en su reemplazo al general Julio Argentino Roca,quien había criticado la supuesta actitud defensiva de Alsina. A diferencia de su antecesor, que había intentado integrar a los indígenas a la civilización occidental, Roca sostenía que la única solución contra la amenaza que representaban los indígenas era su sometimiento, expulsión o eliminación. Estos grupos provenían de la región de la Araucanía, quienes buscaban robar ganado para venderselo a Chile, lo que acentuaba la percepción de peligro y justificaba las medidas drásticas propuestas por Roca. Sobre la base de esa premisa, propuso un proyecto de ley para ocupar todo el territorio indígena hasta los ríos Negro y Neuquén en dos años. La ley fue sancionada el 4 de octubre de 1878, acordando 1 700 000 pesos al proyecto, cuando el plan ya estaba en marcha.
A lo largo del año 1878 se lanzaron sucesivas ofensivas sobre las posiciones indígenas, causando centenares de bajas a las fuerzas de Namuncurá y la captura de los temidos caciques ranqueles Pincén, Catriel y Epumer. Unos 4000 indígenas –en su mayoría mujeres y niños– fueron capturados en estas campañas.Además, los malones dejaron un saldo significativo de secuestros, con numerosos colonos, especialmente mujeres y niños, llevados cautivos por los grupos indígenas. Los ataques resultaron en la muerte de muchos ciudadanos, defensores e indígenas Tehuelches que vivían en paz en la patagonia, aunque las cifras exactas varían según las fuentes. En cuanto al robo de ganado, se estima que miles de cabezas de ganado fueron sustraídas durante estos asaltos, pero se estima que cada malón robaba entre 40.000 y 200.000 cabezas de ganado, lo que afectó gravemente la economía de las regiones fronterizas. Estos eventos contribuyeron a la percepción de inseguridad y justificaron las medidas militares adoptadas posteriormente.
El 11 de octubre de 1878, mediante la Ley 954, se creó la Gobernación de la Patagonia, con sede en Mercedes de Patagones, actual Viedma, cuyo primer gobernador fue el coronel Álvaro Barros; su jurisdicción alcanzaba hasta el cabo de Hornos.
En abril de 1879 se lanzó el ataque final: cinco divisiones que sumaban 6000 hombres –incluyendo 820 indígenas aliados – avanzaron en abanico hacia el río Negro; el ministro Roca festejó el 25 de mayo en la isla Choele Choel. De acuerdo a la Memoria presentada por el ministro de Guerra, 1313 indios de lanza resultaron muertos y 1271 tomados prisioneros; cinco caciques principales fueron tomados prisioneros y uno fue muerto; 10 513 indios de chusma –mujeres y niños– fueron tomados prisioneros, y otros 1049 fueron reducidos.
Así, la presidencia de Avellaneda iniciaba la integración geopolítica de aproximadamente un tercio de la actual superficie continental de Argentina.
Luego de la culminación de las exitosas expediciones, la Argentina logró incorporar definitivamente a su soberanía territorial toda la pampa y la Patagonia. Asimismo millones de hectáreas pudieron comenzar a ser utilizadas por la población oriunda de la Patagonia y las provenientes de Buenos Aires, que ya no debían sufrir estas incursiones provenientes del otro lado de la cordillera. Se crearon pueblos, puertos, estancias, al fomentarse el progreso a través del establecimiento del avance de las comunicaciones, los caminos, las postas y los telégrafos.

### La revolución de 1880
Tras el fracaso de la Conciliación, los nacionalistas promovieron la candidatura presidencial de Tejedor, que contaba con el respaldo de Buenos Aires y algunos apoyos provinciales. Tras la muerte de Alsina –candidato natural de los autonomistas– el único personaje suficientemente prestigioso en ese partido era el general Roca, que fue propuesto como candidato por su cuñado, el gobernador cordobés Miguel Juárez Celman, y en Buenos Aires por el médico Eduardo Wilde; pronto tuvo el apoyo de la mayor parte de los gobernadores.
Poco antes, Avellaneda había propuesto la federalización de la ciudad de Buenos Aires como solución definitiva a la "cuestión capital".
Gran cantidad de porteños compraron armas y formaron una fuerza militar de voluntarios en el Tiro Federal, mientras Tejedor ordenó la formación de milicias provinciales. Avellaneda respondió prohibiendo por decreto la creación de cuerpos armados voluntarios provinciales.
Tras una agresiva manifestación porteña que estuvo a punto de atacar la Casa Rosada, el 17 de febrero Tejedor se reunió con Avellaneda, que se comprometió a no ocupar la capital con el Ejército.
El 11 de abril se realizaron las elecciones para presidente, de las que surgió una amplia victoria para los electores de Roca, excepto en Buenos Aires y Corrientes. Tejedor ofreció a Roca que ambos renunciaran a sus respectivas candidaturas, lo que fue declinado por Roca. El desembarco de 3500 fusiles y miles de municiones en el Riachuelo causó un tiroteo entre fuerzas porteñas y nacionales.
El 13 de junio, Avellaneda decretó el traslado del gobierno federal al pueblo de Belgrano como capital provisional, y el Senado y parte de la Cámara de Diputados se trasladaron allí. Ese mismo día se reunió el colegio electoral, que eligió presidente al general Roca.
Cuatro días más tarde comenzaron los combates; tras dos batallas sobre el Riachuelo, las fuerzas porteñas lograron detener por tercera vez a las nacionales en los Corrales, pero terminaron por retirarse ante la amenaza de un nuevo ataque.
Se habían producido unos 3000 muertos, y la situación de Buenos Aires era desesperada: apenas contaba con 4000 hombres y las fuerzas nacionales seguían avanzando, de modo que Tejedor encargó a Mitre negociar con el presidente. El día 25 de junio se firmó un acuerdo que incluía una amplia amnistía, la renuncia de Tejedor, el reconocimiento de la elección presidencial de Roca y la federalización de Buenos Aires si el Congreso así lo decidía. Las milicias fueron desarmadas, y Tejedor renunció el día 30.

### La solución de la cuestión capital
El 24 de agosto el presidente Avellaneda envió el proyecto de ley para federalizar la ciudad de Buenos Aires, que fue sancionada el 21 de septiembre.
El 12 de octubre de 1880, el general Julio Argentino Roca asumió la presidencia de la Nación, iniciando el período de la República Conservadora.
Todavía faltaba –de acuerdo con lo establecido por la reforma constitucional de 1860– la aprobación de la federalización por parte de la legislatura porteña. Esta inició el debate el 12 de noviembre, destacándose en su defensa el diputado, periodista y poeta José Hernández, mientras que el principal opositor fue Leandro N. Alem, ambos autonomistas. El 25 de noviembre la ley fue aprobada por mayoría.
La desvinculación política de la capital con la provincia en la que se asentaba había sido una aspiración constante de las provincias argentinas —con excepción de la de Buenos Aires, que reaccionó enérgicamente ante la medida— durante todo el proceso de formación del estado argentino.

## Carrera posterior
Nicolás Avellaneda, siempre ligado al ámbito educativo, en 1881 fue designado rector de la Universidad de Buenos Aires.
En 1883 fue designado senador nacional por la Provincia de Tucumán, donde había nacido, cargo que ejerció hasta su muerte.
Otra importante ley que llevó su nombre fue la Ley de Universidades, de 1885, que otorgó a los centros educativos de enseñanza superior autonomía universitaria a nivel académico, respetando la libertad de enseñanza y de pensamiento y que constituyó uno de los antecedentes de la Reforma Universitaria de 1918. Solamente dejó al estado la responsabilidad financiera universitaria. Uno de los principales cambios de esta Ley era el nombramiento de los profesores, que dejaba de ser por afinidad y pasaba a ser por concurso.
Todavía mantenía intacto su espíritu de educador, tanto es así que cuando algunos de los profesores de ausentaba, el mismo tomaba la suplencia de la clase, no importaba la materia que fuera, el doctor Avellaneda estaba preparado para dar lección.
Su gestión fue muy buena y reconocida por alumnos y profesores. Es por eso mismo que en 1885 le renuevan su cargo como rector por tres años más, pero que no llegará a cumplir.
Avellaneda también manifestó una natural inclinación hacia la literatura. Su producción literaria, en la que se encuentran reunidos —entre otros trabajos— sus discursos presidenciales, está agrupada con el título Escritos literarios.
Desde los días de su presidencia se lo notaba avejentado, frágil y endeble físicamente. Pero en sus últimos años su salud empezó a empeorar, fue diagnosticado con la enfermedad de Bright, mal que lo acarrearía hasta su muerte.

## Muerte

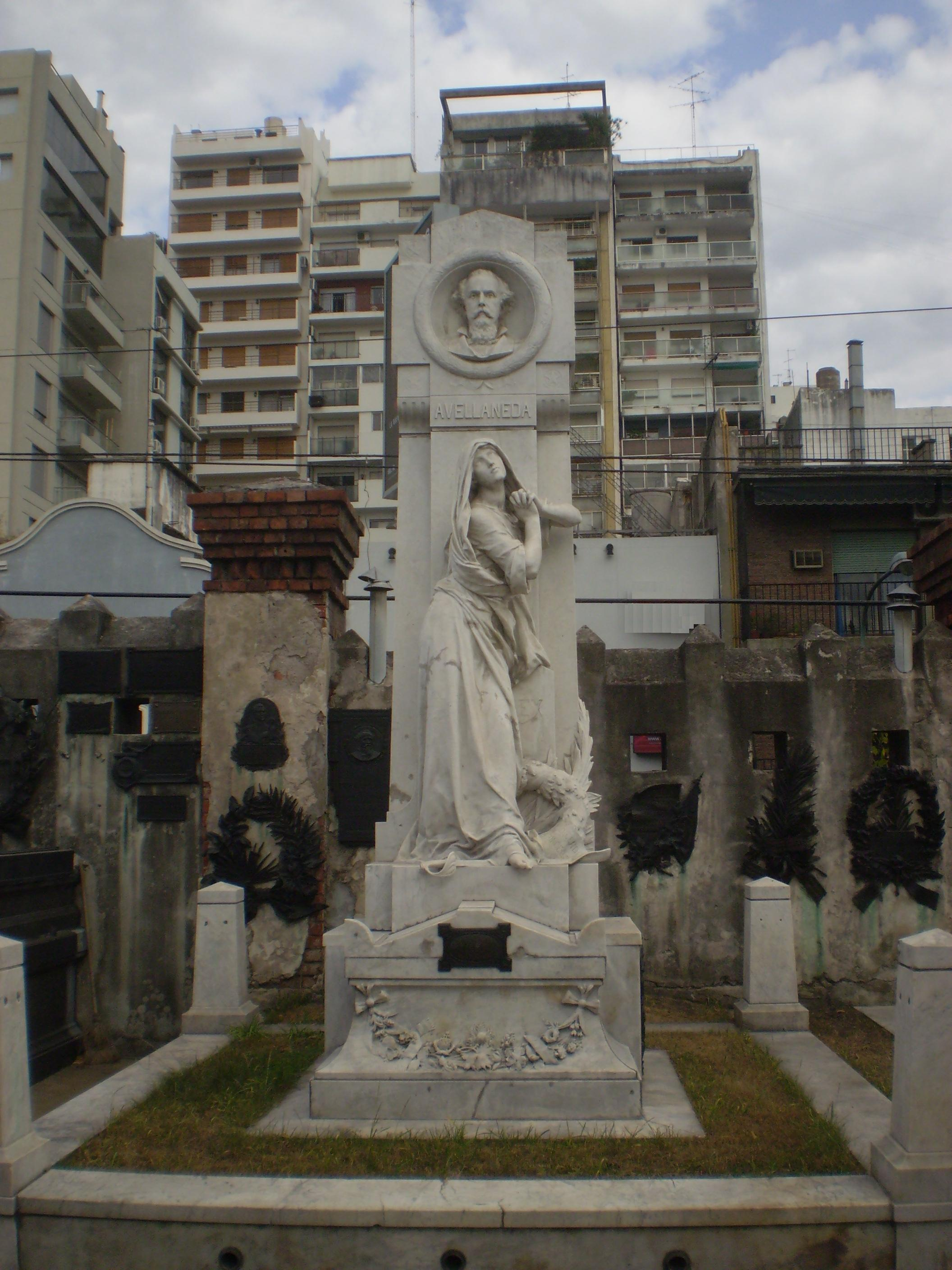
Tumba de Nicolás Avellaneda en el Cementerio de la Recoleta.

Con la esperanza de poder tratar para la nefritis que lo afectaba, Avellaneda viajó a Francia a consultar a un grupo de médicos especialistas.
Sin embargo, el diagnóstico no era bueno, no había nada que pudieran hacer. Luego de tres meses, Avellaneda decidió volver para morir en su patria. Pero su último deseo no pudo ser cumplido, murió en alta mar, a los 48 años, el 25 de noviembre de 1885 en los brazos de su compañera de toda la vida. A su muerte a la edad de 48 años, es el presidente argentino de vida más corta.
Fue bajado de la embarcación en un ataúd cubierto con la bandera argentina. El presidente Julio Argentino Roca decretó ocho días de duelo nacional, y sus restos fueron despedidos con todos los honores. Sus restos descansan en el Cementerio de la Recoleta de Buenos Aires.

## Familiares
José Domingo Molina, fue nieto de Avellaneda, y asumió en 1955 de manera interina la presidencia de Argentina tras el derrocamiento de Juan Domingo Perón.